# Haldy (seriál)
Haldy jsou československý televizní seriál vzniklý v produkci Československé televize, která jej také v roce 1974 vysílala. Šestidílný seriál je adaptací románu Haldy spisovatelky Anny Marie Tilschové, podle scénáře Otto Zelenky jej natočil režisér Alois Müller. Pojednává o sociálních konfliktech a osudech dělníků i podnikatelské elity na Ostravsku během první světové války.

## Příběh
Během první světové vály panuje v letech 1916–1918 na Ostravsku hlad a bída. Mladá Anka Tichuňová, která se dosud starala o svého otce opilce, nastoupí do služby v rodině generálního ředitele železáren Perutze, kde je svědkem i milostné aférky ředitelovy manželky. O Anku stojí její kamarád Francek, ona si však začne s řezníkem Dominikem, což si však Francek nedá líbit.

## Obsazení
- Lenka Termerová jako Anka Tichuňová, služebná u Perutzů
- Tomáš Töpfer jako Francek, hutník a kamarád Anky
- Štěpánka Ranošová jako Franckova matka
- Martin Růžek jako Perutz, generální ředitel železáren
- Marie Drahokoupilová jako Irma Perutzová
- Vlasta Vlasáková jako Perutzová, matka Irmy
- Svatopluk Matyáš jako Kleiner, inženýr a milenec Perutzové
- Karel Vochoč jako Josef Chalupa, dělník
- Zdeněk Hradilák jako Dominik, řezník a hospodský

## Produkce
Seriál Haldy vznikl podle stejnojmenného románu, který v roce 1927 napsala Anna Maria Tilschová. Z rozsáhlého literárního díla s množstvím postav musel scenárista Otto Zelenka vybrat hlavní myšlenky, střety a dějové linky, jež upravil do podoby šestidílného seriálu, který v ostravském televizním studiu natočil režisér Alois Müller. Natáčení probíhalo v roce 1973, v září a říjnu toho roku byly provedeny filmové dotáčky v exteriérech. Do hlavních rolí Anky a Francka byli obsazeni Lenka Termerová a Tomáš Töpfer.
Hudbu napsal Zdeněk Liška.

## Vysílání
Seriál Haldy uvedla Československá televize na I. programu od května do června 1974. První díl měl premiéru 23. května 1974, další následovaly v týdenní periodě, takže poslední část byla odvysílána 27. června 1974. Seriál byl zařazen do večerního vysílání v hlavním vysílacím čase, začátky jednotlivých dílů o délce od 55 do 75 minut byly ve 20.00 hodin nebo ve 20.10 hodin.

### Seznam dílů
| Č. v seriálu | Režie        | Scénář       | Datum premiéry  |
| ------------ | ------------ | ------------ | --------------- |
| 1            | Alois Müller | Otto Zelenka | 23. května 1974 |
| 2            | Alois Müller | Otto Zelenka | 30. května 1974 |
| 3            | Alois Müller | Otto Zelenka | 6. června 1974  |
| 4            | Alois Müller | Otto Zelenka | 13. června 1974 |
| 5            | Alois Müller | Otto Zelenka | 20. června 1974 |
| 6            | Alois Müller | Otto Zelenka | 27. června 1974 |

## Přijetí
Podle hodnocení prvních dílů v týdeníku Květy měl scenárista Otto Zelenka náročný úkol zhustit rozsáhlý románový prostor do šesti dílů, ale v seriálu se ne všude „podařilo překlenout úskalí popisnosti“, „zcelit [sic] pro televizi rozdrobenou románovou kompozici v […] plynulý celek“ a uvést v život zejména masové scény, které dýchaly spíše jevištěm. Komentář v Rudém právu pochválil kameru i televizní adaptaci jako celek, která dle autora „zachovává […] neopakovatelné ovzduší kraje uhlí a železa“ a „na jeho pozadí […] kreslí velké střetnutí proletariátu a kapitálu“. Ladislav Egert v celkovém hodnocení seriálu v Rudém právu uvedl, že scenáristovi Zelenkovi se podařilo „vykreslit atmosféru a poslání románu v několika příbězích rodin a jejich osudů, svědectví doby v několika základních konfliktech a ostrých ideových střetnutích“, avšak méně úspěšný byl v případě vytváření „skutečného, lidského jednání“ u některých „dělnických a měšťáckých typů“ a u potlačení „drobnokresebné naturalistické tříště“, vycházející z autorského stylu Tilschové, poplatného i době vydání románu. Jako celek však byly Haldy podle Egerta úspěšným dílem, a to i zásluhou ostatních tvůrců, v čele s režisérem Aloisem Müllerem, a herců, z nichž řada ostravských umělců se objevila na televizní obrazovce poprvé. Recenze v týdeníku Tvorba obsahovala negativnější zhodnocení. Její autor nacházel nedostatky jak v Zelenkově scénáři, tak v Müllerově režii, pozitivně se ale stavěl ke kameře Jaromíra Zaorala, hudbě Zdeňka Lišky či hereckým výkonům Lenky Termerové, Tomáše Töpfera, Karla Vochoče, Martina Růžka a Jozefa Čierného.